# Melitaea totila
Melitaea totila är en fjärilsart som beskrevs av Hermann Stauder 1914. Melitaea totila ingår i släktet Melitaea och familjen praktfjärilar. Inga underarter finns listade i Catalogue of Life.